# David Copperfield (miniserial)
David Copperfield – miniserial z 2000 roku będący adaptacją utworu Karola Dickensa o tym samym tytule.

## Opis
Losy Davida zmieniają się, gdy jego owdowiała matka wychodzi za mąż za okrutnego Edwarda Murdstone. Chłopak usiłuje wyrwać się spod despotycznej władzy ojczyma. Na swej drodze spotyka wiele barwnych postaci, a wśród nich dwie młode, atrakcyjne kobiety, które głęboko zapadają mu w serce.

## Obsada
- Hugh Dancy jako David Copperfield
- Max Dolbey jako młody David Copperfield
- Sally Field jako ciotka Betsey Trotwood
- Michael Richards jako Wilkins Micawber
- Paul Bettany jako James Steerforth
- Eileen Atkins jako Jane Murdstone
- Anthony Andrews jako Edward Murdstone
- Frank MacCusker jako Uriah Heep
- Emily Hamilton jako Agnes Wickfield
- Edward Hardwicke jako pan Wickfield
- Julia Cox jako Dora Spenlow
- Oliver Ford Davies jako pan Jorkins
- Nigel Davenport jako Dan Peggotty
- Judy Cornwell jako Peggotty
- Freddie Jones jako Barkis
- Sarah Farooqui jako Emily
- Anna Maguire jako Mała Em'ly
- Dudley Sutton jako pan Dick
- Sarah Smart jako Clara Copperfield
- Simon Delaney jako Thomas Traddles
- Peter Woodthorpe jako pan Creakle
- Terrence Orr jako Tungay